# Дикі штучки 2
«Дикі штучки 2» (англ. Wild Things 2) — Сіквел чуттєвого, зухвалого і непередбачуваного американський трилера Дикі штучки.

## Сюжет
17-річна школярка Бритні готується вступити у права наслідування після смерті свого вітчима, але у останній момент відбувається неочікуване: її однокласниця Майа раптово надає неспростовні докази того, що законною спадкоємницею є саме вона.
А йдеться про мільйони доларів! Такі непередбачувані події привертають увагу страхової компанії й вона прохає слідчого розібратися у цій дивній справі.
І точно, незабаром перед героєм починають проступати контури геніальної злочинної змови хитрих дівчат. Ось тільки, піддавшись сексуальним чарам порочних юних аферисток, детектив вступає в гру по їх правилах, чим ставить на карту не тільки свою кар'єру, але і саме життя.